# خميس بن سيف الجابري
خميس بن سيف بن حمود الجابري، أكاديمي وسياسي عماني، يرأس وحدة متابعة تنفيذ رؤية عمان 2040 - بمرتبة وزير - منذ 18 أغسطس 2020، وهي جهاز حكومي خاص مهمته متابعة تنفيذ رؤية عمان 2040. سبق للجابري أن رأس بمرتبة وزير «وحدة دعم التنفيذ والمتابعة» التي كانت تتبع ديوان البلاط السلطاني منذ إنشائها في 23 أكتوبر 2016 وحتى حلها في 18 أغسطس 2020، بعد أن آلت جميع أعمالها إلى «وحدة متابعة تنفيذ رؤية عمان 2040».

## مناصبه
- رئيس وحدة دعم التنفيذ والمتابعة، وفق المرسوم السلطاني رقم 2016/51، منذ 23 أكتوبر 2016 حتى 18 أغسطس 2020.
- رئيس وحدة متابعة تنفيذ رؤية عمان 2040، وفق المرسوم السلطاني رقم 2020/112، منذ 18 أغسطس 2020 - حتى الآن.